# Premio Dan David
Il Premio Dan David viene conferito annualmente a tre soggetti, persone, istituzioni o comunità, che si siano distinti per eccezionali contributi nel campo della scienza, della tecnologia, della cultura o del benessere sociale.
Il premio, promosso dalla Dan David Foundation e dall'Università di Tel Aviv, riconosce la somma di 1 milione di dollari a ciascuno dei destinatari nelle tre categorie di premi, Past, Present e Future.
I premiati donano il 10 per cento della somma a studenti dottorali e ricercatori di alto livello nel loro stesso campo di ricerca.

## Storia
La Fondazione Dan David si è costituita nel 2000 con una dotazione finanziaria di $100 milioni di dollari, garantita dall'uomo d'affari internazionale e filantropo Dan David.
La prima cerimonia di premiazione ha avuto luogo alla Tel Aviv University nel mese di maggio 2001. 
Il presidente della Fondazione Dan David è il Professore Itamar Rabinovich, già presidente dell'Università di Tel Aviv, e Ambasciatore d'Israele a Washington.
Nel 2007 la cerimonia si è tenuta all'Opéra National de Paris.

## Biografia del fondatore
Dan David (1929-2011) nacque a Bucarest, Romania, da una famiglia ebraica. Si unì a un movimento sionista giovanile all'età di 16 anni. Dopo gli studi universitari in economia, si rivolse alla fotografia e lavorò per la stampa rumena. Cominciò anche a lavorare per una rivista rumena, con diffusione europea, ma fu licenziato quando fu scoperto il suo passato di sionista. Lasciò il paese per trasferirsi a Parigi da dove, nell'agosto 1960, emigrò verso Israele. Nel 1961 intraprese un viaggio in Europa e, grazie a un prestito di $200.000 dollari ricevuto da un cugino, si assicurò il franchising da Photo-Me International per le cabine per fototessera in alcuni paesi. 
Aprì filiali in Israele, Spagna, Romania e Italia, e pure Giappone, fino a quando non assunse il controllo della casa madre della compagnia.

## Laureati (2002-2021)
| Anno | Campo                                                        | Premiato                                                               |
| ---- | ------------------------------------------------------------ | ---------------------------------------------------------------------- |
| 2002 | Past - Storia                                                | Warburg Library                                                        |
| 2002 | Present - Tecnologia, informazione e società                 | W. Daniel Hillis                                                       |
| 2002 | Future - Scienze della Vita                                  | Sydney Brenner, John Sulston, Robert Waterston                         |
| 2003 | Past - Paleoantropologia                                     | Michel Brunet                                                          |
| 2003 | Present - Stampa ed editoria digitale                        | James Nachtwey, Frederick Wiseman                                      |
| 2003 | Future - Cosmologia & astronomia                             | John Bahcall                                                           |
| 2004 | Past - Città: retaggi culturali                              | Roma, Istanbul, Gerusalemme                                            |
| 2004 | Present - Leadership: Changing our World                     | Klaus Schwab                                                           |
| 2004 | Future - Neurologia                                          | Robert Wurtz, Amiram Grinvald, William Newsome                         |
| 2005 | Past- Archeologia                                            | Graeme Barker, Israel Finkelstein                                      |
| 2005 | Present - Arti dello spettacolo: Film, Teatro, Danza, Musica | Peter Brook                                                            |
| 2005 | Future - Scienza dei materiali                               | Robert Langer, George M. Whitesides, Chintamani Nagesa Ramachandra Rao |
| 2006 | Past - Musica                                                | Yo-Yo Ma                                                               |
| 2006 | Present - Giornalismo                                        | Magdi Allam, Monica Gonzalez, Adam Michnik, Goenawan Mohamad           |
| 2006 | Future - Cura del cancro                                     | John Mendelsohn, Joseph Schlessinger                                   |
| 2007 | Past - Storici                                               | Jacques Le Goff                                                        |
| 2007 | Present - Musica contemporanea                               | Pascal Dusapin, Zubin Mehta                                            |
| 2007 | Future - Ricerca di nuove fonti energetiche                  | James Hansen, Jerry Olson, Sarah Kurtz                                 |
| 2008 | Past - Interpretazione creativa del passato                  | Amos Oz, Tom Stoppard, Atom Egoyan                                     |
| 2008 | Present - Responsabilità sociale                             | Al Gore                                                                |
| 2008 | Future - Scienze della Terra                                 | Ellen Mosley-Thompson & Lonnie Thompson, Geoffrey Eglinton             |
| 2009 | Past - Astrofisica - Storia dell'universo                    | Paolo De Bernardis, Andrew E. Lange, Paul William Richards             |
| 2009 | Present - Leadership                                         | Tony Blair                                                             |
| 2009 | Future - Salute pubblica globale                             | Robert Gallo                                                           |
| 2010 | Past - Cammino verso la Democrazia                           | Giorgio Napolitano                                                     |
| 2010 | Present - Letteratura: Interpretazione del XX secolo         | Margaret Atwood, Amitav Ghosh                                          |
| 2010 | Future - Informatica e Telecomunicazioni                     | Leonard Kleinrock, Gordon Moore, Michael Oser Rabin                    |
| 2011 | Past - Evoluzione                                            | Marcus Feldman                                                         |
| 2011 | Present - Cinema e Società                                   | Fratelli Coen                                                          |
| 2011 | Future - Invecchiamento - Affrontare la sfida                | Cynthia Kenyon, Gary Ruvkun                                            |
| 2012 | Past - Storia - Biografia                                    | Robert Conquest, Martin Gilbert                                        |
| 2012 | Present - Arti plastiche                                     | William Kentridge                                                      |
| 2012 | Future - Ricerca genetica                                    | David Botstein, Eric Lander, Craig Venter                              |
| 2013 | Past - Classici, l'eredità moderna del mondo antico          | Goffrey E. R. Lloyd                                                    |
| 2013 | Present - Idee, intellettuali e filosofi contemporanei       | Michel Serres, Leon Wieseltier                                         |
| 2013 | Future - Medicina preventiva                                 | Esther Duflo, Alfred Sommer                                            |
| 2014 | Past - Storia e memoria                                      | Krzysztof Czyzewski, Pierre Nora, Saul Friedländer                     |
| 2014 | Present - Combattere la perdita della memoria                | John A. Hardy, Peter St. George-Hyslop, Brenda Milner                  |
| 2014 | Future - Intelligenza artificiale e mente digitale           | Marvin Minsky                                                          |
| 2015 | Past - Recupero del passato: gli storici e le loro fonti     | Peter R. Brown, Alessandro Portelli                                    |
| 2015 | Present - La rivoluzione dell'informazione                   | Jimmy Wales                                                            |
| 2015 | Future - Bioinformatica                                      | Cyrus Chothia, David Haussler, Michael S. Waterman                     |
| 2016 | Past - Storia sociale e nuovi indirizzi                      | Inga Clendinnen, Arlette Farge, Catherine Hall                         |
| 2016 | Present - Combattere la povertà                              | Anthony B. Atkinson, François Bourguignon, James J. Heckman            |
| 2016 | Future - Nanoscienze                                         | Paul Alivisatos, Chad Mirkin, John Pendry                              |
| 2017 | Past - Archeologia e Scienze Naturali                        | Svante Pääbo, David Reich                                              |
| 2017 | Present - Letteratura                                        | Jamaica Kincaid, Abraham Yehoshua                                      |
| 2017 | Future - Astronomia                                          | Neil Gehrels, Shrinivas Kulkarni, Andrzej Udalski                      |
| 2018 | Past - Storia della Scienza                                  | Lorraine Daston, Evelyn Fox Keller, Simon Schaffer                     |
| 2018 | Present - Bioetica                                           | Ezekiel Emanuel, Jonathan Glover, Mary Warnock                         |
| 2018 | Future - Medicina personalizzata                             | Carlo Maria Croce, Mary-Claire King, Bert Vogelstein                   |
| 2019 | Past - Macrostoria                                           | Kenneth Pomeranz, Sanjay Subrahmanyam                                  |
| 2019 | Present - Difesa della Democrazia                            | Michael Ignatieff, Christophe Deloire                                  |
| 2019 | Future - Combatte il Cambiamento climatico                   | Christiana Figueres                                                    |
| 2020 | Past - Difesa della Cultura                                  | Lonnie Bunch, Barbara Kirshenblatt-Gimblett                            |
| 2020 | Present - Uguaglianza di genere                              | Gita Sen, Debora Diniz                                                 |
| 2020 | Future - Intelligenza artificiale                            | Demis Hassabis, Amnon Shashua                                          |
| 2021 | Past - Storia della medicina                                 | Alison Bashford, Katharine Park, Keith Wailoo                          |
| 2021 | Present - Salute pubblica                                    | Anthony Fauci                                                          |
| 2021 | Future - Medicina molecolare                                 | Zelig Eshhar, Carl H. June, Steven Rosenberg                           |

## Vincitori (dal 2022)
| Anno | Campo                                                                           | Premiato                  |
| ---- | ------------------------------------------------------------------------------- | ------------------------- |
| 2022 | Cultura visiva e materiale in contesti globali e coloniali                      | Mirjam Brusius            |
| 2022 | Storia ambientale del capitalismo globale                                       | Bartow Elmore             |
| 2022 | Storia della filantropia afroamericana                                          | Tyrone McKinley Freeman   |
| 2022 | Storia dell'Etiopia medievale e incontri interculturali                         | Verena Krebs              |
| 2022 | Bioarcheologia, migrazione umana e demografia                                   | Efthymia Nikita           |
| 2022 | Studio delle narrazioni africane usando nuove forme culturali                   | Nana Oforiatta Ayim       |
| 2022 | Medioriente medievale e storia dei popoli romanì                                | Kristina Richardson       |
| 2022 | Memoria della vita ebraica nell'Europa orientale                                | Natalia Romik             |
| 2022 | Storia giuridica del sud anteguerra                                             | Kimberly Welch            |
| 2023 | Storia culturale e sociale dell'Africa moderna                                  | Saheed Aderinto           |
| 2023 | Storia della psichiatria dell'Europa del Novecento                              | Ana Antic                 |
| 2023 | Studio degli incontri interreligiosi                                            | Karma Ben Johanan         |
| 2023 | Storico della scienza, della razza e del nazionalismo nel Medio Oriente moderno | Elise K. Burton           |
| 2023 | Storia globale dell'Europa e dell'Asia orientale                                | Adam Clulow               |
| 2023 | Studio delle minoranze etniche nell'Unione Sovietica                            | Krista Goff               |
| 2023 | Schiavismo transatlantico                                                       | Stephanie E. Jones-Rogers |
| 2023 | "Archeologa dello sporco"                                                       | Anita Radini              |
| 2023 | Storia nascosta del Kenya                                                       | Chao Tayiana Maina        |